# Chusquea pulchella
Chusquea pulchella är en gräsart som beskrevs av Lynn G. Clark. Chusquea pulchella ingår i släktet Chusquea och familjen gräs. Inga underarter finns listade i Catalogue of Life.